# Caleuche

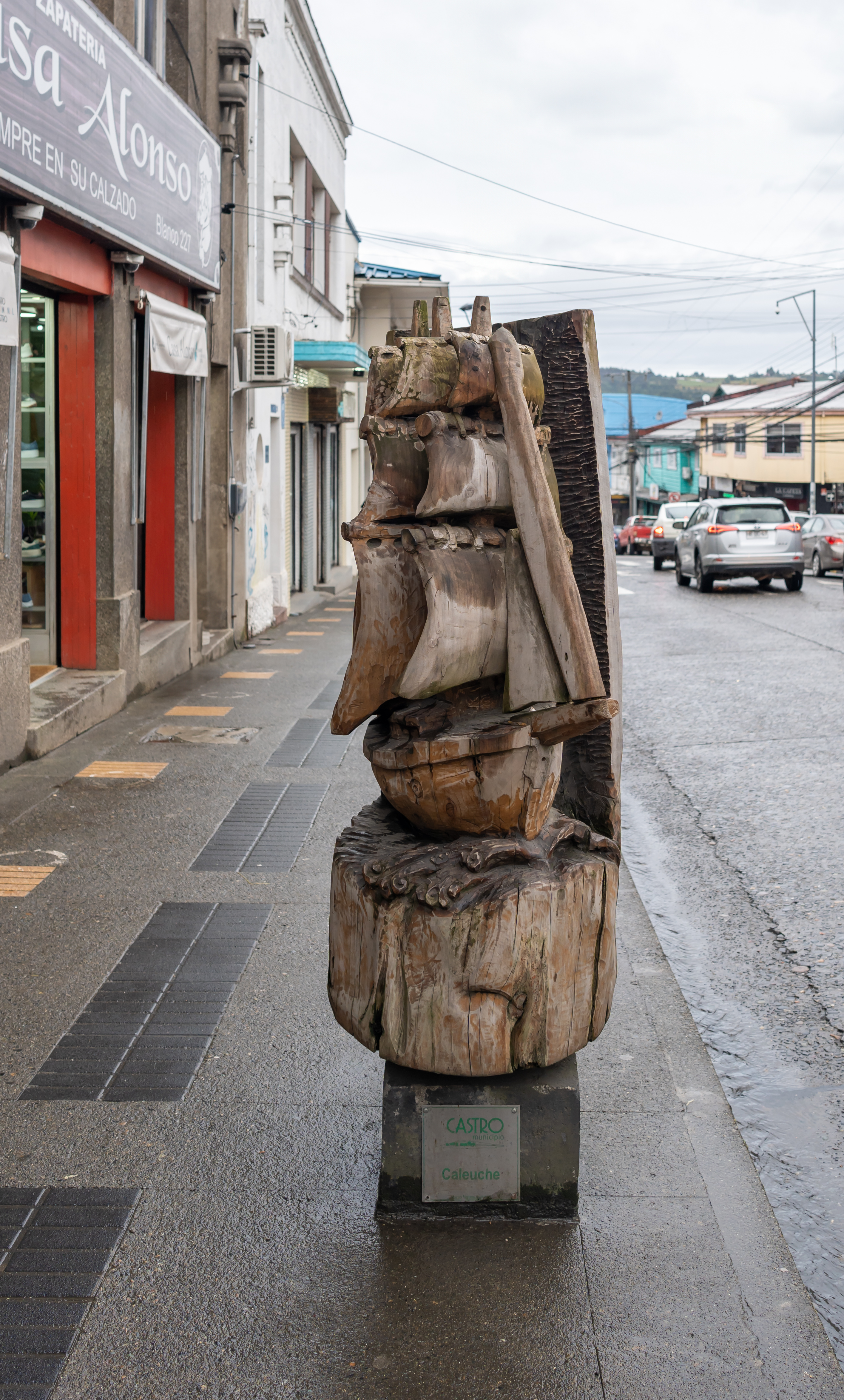
Skulptur der Caleuche

Die Caleuche ist ein mythisches Geisterschiff in der Folklore und Mythologie der Chiloé der Insel Chiloé in Chile. Es ist eines der wichtigsten Mythen der Kultur von Chiloé.

## Mythos
Die Caleuche erscheint als ein schönes, leuchtendes Segelschiff mit den Klängen einer Feier an Bord, wodurch passierende Schiffe angelockt werden. Wie der Fliegende Holländer ist es in der Lage sich bei Bedarf dem Zugriff zu entziehen, indem es gegen den Wind segelt oder unter die Wasseroberfläche abtaucht.
Gesteuert wird es von singenden und tanzenden Brujos, den zentralen Figuren der Mythologie der Chiloé, die als Hexer über schwarzmagische Kräfte verfügen und darauf aus sind, rechtschaffene Chiloten ins Verderben zu stürzen. Die Besatzung des Schiffs besteht einerseits aus wiedererweckten Ertrunkenen und andererseits aus versklavten Fischern und Seeleuten, die von den Brujos eingefangen wurden.

## Literarische Verarbeitung
Die Caleuche kommt in Rob MacGregors Abenteuerroman Indiana Jones und die Macht aus dem Dunkel vor, dort dient das Geisterschiff als Transportmittel, das den Protagonisten unfreiwillig in die Hohlwelt bringt.